# Kaffeerösterei

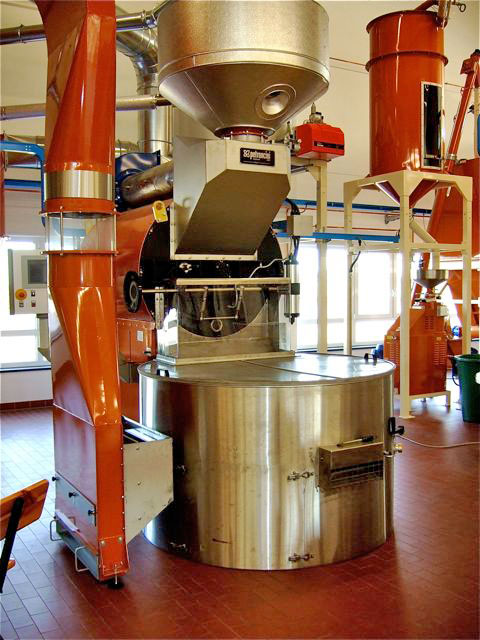
Großtechnische Röstanlage

Eine Kaffeerösterei ist eine betriebliche Einrichtung zur Herstellung von Röstkaffee aus Rohkaffee. In ihr werden Rohkaffeebohnen für den Endverbraucher aufbereitet.

## Verfahrensablauf

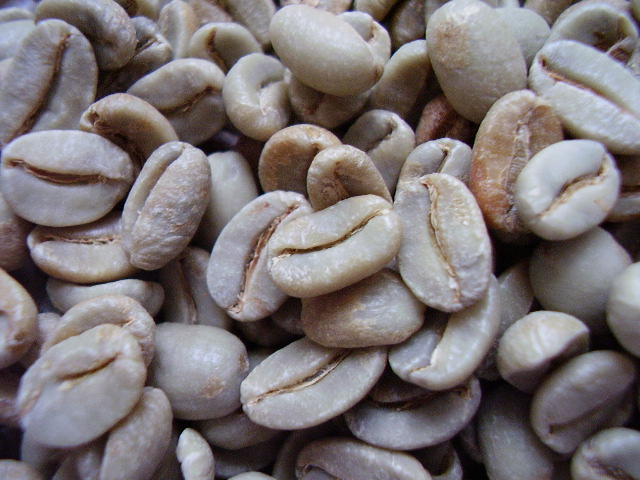
Rohe Kaffeebohnen

Rohkaffee wird in Silofahrzeugen, als Sackware oder in Containern geliefert und anschließend gewogen. Während loser Kaffee direkt in ein Silo zur Zwischenlagerung gefördert werden kann, ist die Sackware erst maschinell zu öffnen und zu entleeren. Vor der Zwischenlagerung wird der Rohkaffee von Fremdstoffen, wie z. B. Sackfasern, Steinen oder Holz, befreit. Der Transport zu den Silos erfolgt bei kurzen Wegen mittels Becherwerken, bei längeren Wegen pneumatisch. Der Transport des Rohkaffees zum Kaffeeröster erfolgt mechanisch, pneumatisch oder im freien Fall.
Während des Röstvorgangs, der bei Temperaturen von 100 °C bis 260 °C mittels Konvektion oder Kontakt erfolgt, wird das im Rohkaffee enthaltene Wasser verdampft und die Kaffeebohnen blähen sich auf ungefähr das Doppelte ihres ursprünglichen Volumens auf. Die den Kaffeebohnen anhaftenden Häutchen platzen bei diesem Vorgang ab. Durch kontinuierliches Umwälzen der Bohnen wird deren gleichmäßige Erwärmung gewährleistet. Der Abbruch des Röstvorgangs erfolgt durch eine schnelle Abkühlung. Dies geschieht entweder durch Zugabe von Kühlluft oder Bedüsen mit Wasser. Es gibt sowohl kontinuierlich als auch diskontinuierlich arbeitende Röster. Die Röstzeiten bewegen sich zwischen anderthalb und zwanzig Minuten.

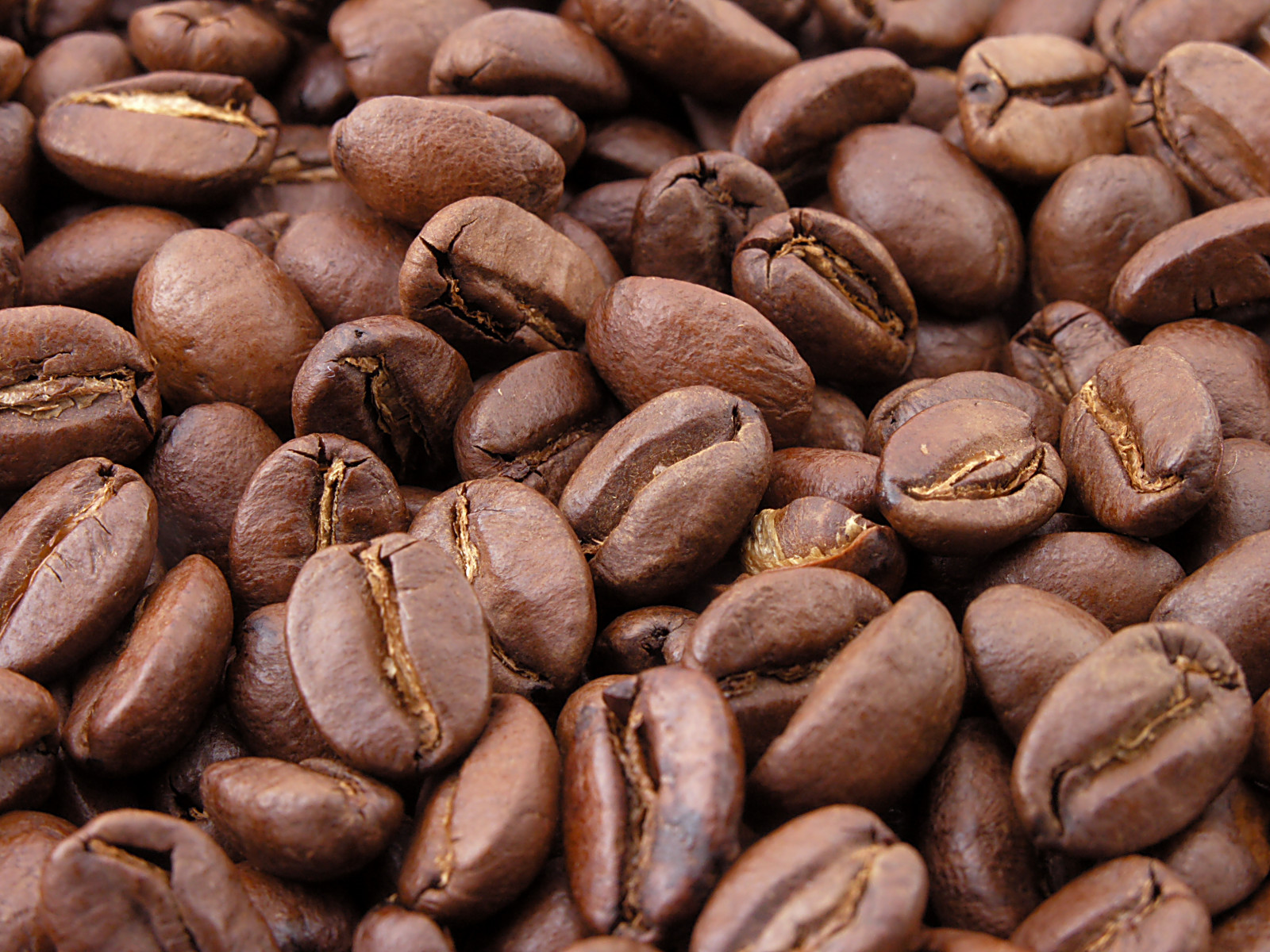
Hell geröstete Kaffeebohnen

Nach dem Röstvorgang werden die Kaffeebohnen von eventuell noch vorhandenen Störstoffen, z. B. Steinen oder Metallteilen, befreit. Dies erfolgt in der Regel mittels Windsichter. Im Anschluss werden die Bohnen entweder gemahlen oder ungemahlen verpackt. Der Transport der Bohnen zur Mühle oder zur Verpackungseinrichtung erfolgt wiederum pneumatisch oder mechanisch. Wichtig für die Qualität des gerösteten Kaffees ist, dass nach dem Röstvorgang ein Kontakt mit Sauerstoff vermieden wird, um eine Alterung des Kaffees zu vermeiden. Gleichzeitig muss den Bohnen die Möglichkeit gegeben werden, auszugasen.

## Emissionen
Insbesondere bei den Transport- und den pneumatischen Trennvorgängen ist mit Staubemissionen zu rechnen. Durch das teilweise Austreiben und die anschließende Oxidation des ausgetriebenen Koffeins während des Röstvorgangs weisen Kaffeeröstereien häufig hohe Stickstoffoxidemissionen auf. Darüber hinaus werden gasförmige organische Verbindungen, wie z. B. Essigsäure, emittiert.

## Röstereien in DACH

### Deutschland

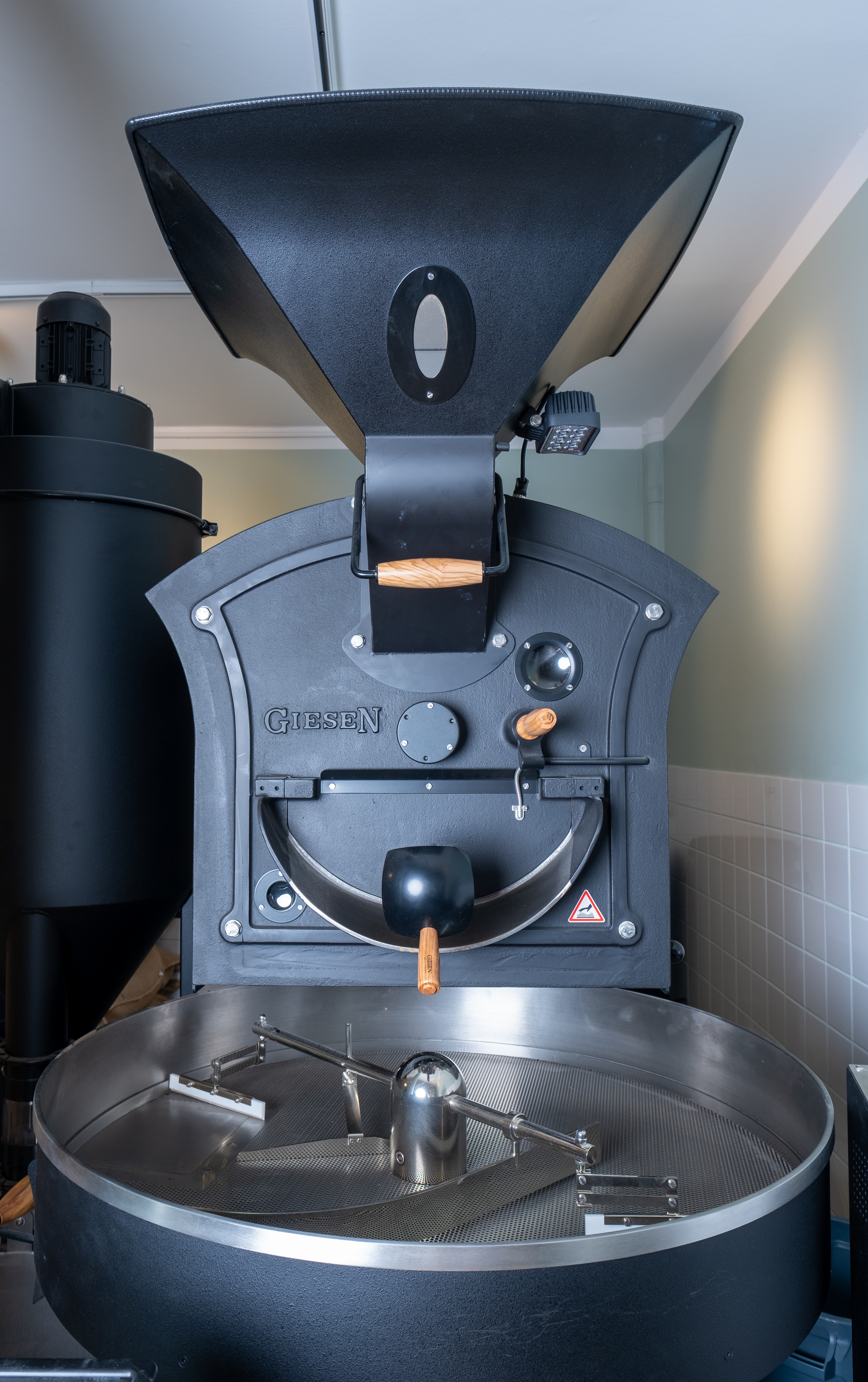
Kaffeeröster in einer kleinen Rösterei in Tübingen

Bereits 1820 begann Xavier Plum in Aachen, für seine Kunden Kaffee zu rösten. Die Firma existiert bis heute. Josef Kaiser entwickelte Anfang der 1880er Jahre ein Gerät zum gleichmäßigen Brennen der rohen Kaffeebohnen, womit er zum ersten Mal optimal geröstete Kaffeebohnen herzustellen vermochte und betrieb seit 1882 in Viersen seine „Dampf-Kaffee-Rösterei“, die er später in „Kaiser’s Kaffee-Geschäft“ umbenannte, eine Ladenkette, die innerhalb kurzer Zeit in ganz Deutschland verbreitet hunderte Filialen errichtete, wo nicht nur fertig geröstete Kaffeebohnen verkauft wurden.
Johann Jacobs eröffnete 1895 ein Specialgeschäft für Caffee, Thee, Cacao, Chocoladen und Biscuits in Bremen und begann 1907 mit dem Rösten von Kaffee. Im Zweiten Weltkrieg wurde die Fertigung zerstört und wieder aufgebaut, wegen Mangels an Rohstoff wurde bis in die Nachkriegszeit viel Ersatzkaffee geröstet. Weitere große Röstereien in Deutschland sind Tchibo (mit Eduscho), Dallmayr, Melitta, Darboven (mit den Eigenmarken Eilles, Idee und Mövenpick) und Aldi.
Neben den großen industriellen Röstereien gibt es eine Vielzahl an kleinen Röstbetrieben.

### Österreich
In Österreich gibt es derzeit etwa 100 Röstereibetriebe. Der früher sehr bedeutende Betrieb der Julius Meinl AG (gegründet 1862), seinerzeit die größte Kaffeerösterei Österreich-Ungarns, wurde mittlerweile komplett nach Italien verlegt. Die 1954 in Tirol gegründete Handelsorganisation Spar begann 1958 in der Zollfreizone Linz mit dem Rösten von Kaffee. Die Rösterei übersiedelte 1991 nach Marchtrenk an die B1 und bildet hier heute die mit 4000 Jahrestonnen mit Abstand größte Rösterei Österreichs. Die Eigenmarke Regio-Kaffee gibt es bis heute. Es werden derzeit (2018) 28 Sorten geröstet.
In Neumarkt an der Ybbs (Bezirk Melk) startete 2003 die Kaffeerösterei Cult Caffè und lieferte im Jahr 2018 60 Tonnen Röstkaffee vor allem an Gastronomie und Hotellerie. Vor allem in Wien sind mittlerweile viele kleine Kaffeeröstereien wie Bieder & Meier entstanden.